# エドワード・ポーター・アレクサンダー
エドワード・ポーター・アレクサンダー（英:Edward Porter Alexander、1835年5月26日-1910年4月28日）は、アメリカ陸軍の技師、士官であり、南北戦争のときは南軍の将軍だった。後に鉄道会社社長、農園主、著作家となった。
アレクサンダーはゲティスバーグの戦い3日目のピケットの突撃に先立つ集中砲火を行った士官としてよく知られているが、戦闘中に信号や観測気球を使って情報を集めた開拓者としても注目された。戦後の回想録や戦争の分析でも認められている。

## 初期の経歴
アレクサンダーはジョージア州ワシントンで、アダム・レオポルド・アレクサンダーとサラ・ヒルハウス・ギルバート・アレクサンダー夫妻の8人の子供のうち6番目として生まれた。友人にはポーターと呼ばれた。アレクサンダー・R・ロートンやジェレミー・F・ギルマーとは義兄弟になった。1857年にウェストポイントの陸軍士官学校を同期38人中3番目の成績で卒業し、工兵隊の名誉少尉に任官された。アルバート・ジョンストン准将のユタ戦争遠征に参加するよう命令されるまで、短期間陸軍士官学校で土木工学とフェンシングの教官を務めた。ユタ戦争はジョンストンの所に着く前に終わり、アレクサンダーはウェストポイントに戻って、多くの武器実験に参加し、陸軍信号司令部の最初の士官で「ウィグ・ワグ」旗信号や「無線電信術」符号を発明したアルバート・J・マイアー少佐の助手を務めた。1858年10月10日には少尉に昇進した。
アレクサンダーは1859年にバージニア州のベティ・メイソンと出会い、1860年4月3日に結婚した。夫妻には6人の子供達、ベッシー・メイソン（1861年生）、エドワード・ポーター2世とルーシー・ロイ（双子、1863年生）、死生女児（1865年）、アダム・レオポルド（1867年生）およびウィリアム・メイソン（1868年生）が生まれた。アメリカ陸軍におけるアレクサンダーの最後の任務はワシントン準州のスティーラクーム砦とカリフォルニア州サンフランシスコ近くのアルカトラズ島でだった。

## 南北戦争での従軍
出身州であるジョージア州がアメリカ合衆国から脱退したことを知ったアレクサンダーは1861年5月1日付けでアメリカ陸軍から除隊し、工兵大尉として南軍に加わった。新兵を編成して訓練し南軍信号隊を結成する間、バージニア州マナサス結節点でP・G・T・ボーリガード准将の元に出頭するよう命令を受けた。6月3日には南軍ポトマック軍の工兵隊長および信号士官となった。第一次ブルランの戦いでは、戦闘中に長距離を信号旗を使って伝言を送ることで歴史上最初の者になった。アレクサンダーはマナサスの「シグナルヒル」頂上に位置を占め、北軍の動きを察知してネイサン・"シャンクス"・エバンス大佐の旅団に「貴部隊の左に気をつけろ。陣地に回りこまれている」という信号を送った。これはその部隊が左側面から攻撃を受ける危険性があることを意味していた。ボーリガード将軍とジョセフ・ジョンストン将軍は同様な伝言を受け取って、タイミングよく援軍を送り、戦闘の流れを南軍側に引き寄せた。
アレクサンダーは7月1日に少佐、12月31日に中佐に昇進した。この期間の大半はジョンストン指揮下の北バージニア軍で兵站部長を務め、また信号の仕事や情報収集にも活動し、ワシントンD.C.周辺で広範にスパイを活動させた。
1862年の半島方面作戦初期段階で、アレクサンダーはジョンストンの下で兵站部長を継続したが、ウィリアムズバーグの戦いでなんとか戦闘に参加でき、その時の功績はジェイムズ・ロングストリート少将に称賛された。ロバート・E・リー将軍が軍隊指揮を執るようになり、アレクサンダーは七日間の戦いでリーの攻勢に向けて事前に兵站を配置した。6月27日のゲインズミルの戦いでは熱気球を上げることを提案して情報収集を継続し、試みること数度にして北軍の配置に関する価値ある情報を集めた。北バージニア方面作戦（第二次ブルランの戦い）およびメリーランド方面作戦（アンティータムの戦い）では兵站部任務を継続した。
アレクサンダーは南北戦争の重要戦闘の多くで傑出した役割を果たした砲兵としても良く知られている。北バージニア軍のロングストリート第1軍団で様々な砲兵任務に就いた。1862年11月7日にこの役目を始め、リーの参謀に軍団砲兵予備隊である大隊を指揮させた。12月5日には大佐に昇進した。1862年12月のフレデリックスバーグの戦いではメアリーズ高地の防衛に砲兵隊を配置する主導者となり、これが南軍勝利の決定的要因になった。ロングストリート軍団の一部がバージニア州サフォーク周辺に駐屯するあいだ、アレクサンダーはストーンウォール・ジャクソンに同行し、1863年5月のチャンセラーズヴィルの戦いにおけるその側面回りこみに参加して、チャンセラーズヴィルのヘイゼルグラブに配置したその砲兵隊が勝利を決することになった。

### ゲティスバーグでの砲撃
アレクサンダーの最も有名な参戦は1863年7月3日のゲティスバーグの戦いでだった。この時ロングストリート軍団の砲兵隊を指揮していた。その日アレクサンダーは実質的に全軍の砲兵隊を支配していた（リー軍の砲兵隊長の正式な役割はウィリアム・N・ペンドルトン准将に与えられていた）。北軍セメタリーリッジの陣地に対して150ないし170門の大砲を使って、南北戦争でも最大のものとされる2時間の集中砲撃を指揮した。ロングストリート将軍がジョージ・ピケット少将の有名な突撃を進発させるために、実質的に若い大佐であるアレクサンダーを起用し、北軍の大砲による防御が抑えられるかを判断するという大きな圧力のもとに置いた。アレクサンダーはゲティスバーグでの敗北に付いて1901年に「決して、決して、決してリー将軍に彼がしたような戦闘をさせてはならない」と書いてリーを非難することになった。
アレクサンダーは1863年秋に第1軍団に付いてジョージア州北部に向かい、チカマウガの戦いでブラクストン・ブラッグ将軍を支援した。アレクサンダー自身は到着が遅れて戦闘に参加できなかったが、その後のノックスビル方面作戦や1864年初期の東テネシー方面軍でロングストリート軍の砲兵長を務めた。アレクサンダーは戦争の残り期間その軍団と共にバージニア州に戻り、1864年2月26日付けで准将に昇進した。オーバーランド方面作戦の全戦闘に参加し、北軍ユリシーズ・グラント中将がリー軍を迂回してジェームズ川を渉りピーターズバーグを強襲した時、アレクサンダーはその前線を素早く砲兵隊を移動させ、その据えた大砲で北軍主力を撃退した。
ピーターズバーグ包囲戦の間、アレクサンダーはその砲兵戦術を塹壕戦に応用しなければならず、様々な種類の迫撃砲を実験的に用いた。北軍は南軍前線の下にトンネルを掘ろうとしていると確信するようになったが、これに対処できる前に狙撃兵の弾で肩を負傷した。治療のためにジョージアに戻る時に、リー将軍にその疑念とトンネル掘りが行われている場所を探したが見つからなかったことを報せた。その後に起こったクレーターの戦いは南軍を驚愕させたが、結果的に北軍の大敗に終わった。アレクサンダーは1865年2月に復隊し、ジェームズ川沿いにリッチモンドの防衛を監督した。アポマトックス方面作戦ではリー軍と共に撤退した。
アポマトックス・コートハウスにおいて、ロバート・E・リーに南軍は降伏するよりも丘陵部に散開しゲリラ戦を行うべきという有名な提案を行ったのがアレクサンダーだった。リーはこの提案を却下し、アレクサンダーは後にこの提案をしたことを後悔していると記した。

## その後の人生: 数学、鉄道および著作
アレクサンダーは降伏した後に短期間ブラジル軍に加わって過ごした。若いときのジョージアにおけるプランテーションでの生活をもはや望んでいないことを認識し、サウスカロライナ州コロンビアのサウスカロライナ大学で数学を教え、その後シャーロット・コロンビア・アンド・オーガスタ鉄道（執行最高責任者）、サバンナ・アンド・メンフィス鉄道（社長）およびルイビル・アンド・ナッシュビル鉄道（社長）の役員を務めた。後の大統領グロバー・クリーブランドと友人になり、多くの時間を鴨猟で過ごした。1897年5月、クリーブランド大統領はアレクサンダーをニカラグアとコスタリカの国境紛争調停者として派遣し、中央アメリカに掘削する可能性のある運河に備えた。アレクサンダーは2年間国境の測量と監督に費やし、両国政府から大きな称賛を得る成果を収め、1899年10月にアメリカに戻った。妻のベティはアレクサンダーがニカラグアにいる時に病気になり、1899年11月20日に死んだ。1901年10月、アレクサンダーはベティの姪であるメアリー・メイソンと再婚した。
アレクサンダーは戦後尊敬される著作家になった。多くの雑誌原稿と2冊の主要な本、『南軍の軍事的回想：批評的物語』（1907年出版）と『南軍のために戦う：エドワード・ポーター・アレクサンダー将軍の個人的回想』（1989年の死後出版）を著した。ジュバル・アーリーやウィリアム・ペンドルトンのような元南軍士官達とは異なり、アレクサンダーは何故南軍が負ける運命になったかについての苦々しい「南部の失われた大義」論争を避け、北軍の圧倒的優位さによるものとしていた。歴史家の多くはアレクサンダーの回想録が南北戦争に関わった個人によって書かれた最も客観的でメリハリのある史料の一つだと見なしている。歴史家デイビッド・J・アイヒャーは『南軍のために戦う』を「リーの作戦に関する多くの分析を伴う優れた個人の物語...将軍、その仲間の士官達および北バージニア軍について劇的で中身を暴露し重要な史料」と呼んだ。他の著作として、『鉄道実務』（1887年出版）および『カットレル、ラットレル（ドッジレル、下手な詩）』（1888年出版）がある。
アレクサンダーはジョージア州サバンナで死に、オーガスタのマグノリア墓地に埋葬されている。

## 大衆文化の中で
マイケル・シャーラが1974年にピューリッツァー賞を獲得した小説『The Killer Angels』の中で、ピケットの突撃に関する叙述でアレクサンダーが重要な役割を果たしている。1993年にこの小説の映画化『ゲティスバーグ』では俳優ジェイムズ・パトリック・スチュアートがアレクサンダーを演じ、その続編『神と将軍』でも同じ役を演じた。
ハリイ・タートルダヴのもう一つの歴史小説『How Few Remain』にもアレクサンダーが登場する。